# 小尾俊人
小尾俊人（おび としと、1922年3月2日 - 2011年8月15日）は、日本の書籍・出版編集者。
長野県茅野市出身。羽田武嗣郎の出版社「羽田書店」の社員だったが、1945年に独立、山崎六郎、清水文男らとみすず書房を創業、編集長として「現代史資料」「荻生徂徠全集」などを編さん。1990年定年退職。

## 著書
- 『本が生まれるまで』築地書館 1994
- 『本は生まれる。そして、それから』幻戯書房 2003
- 『出版と社会』幻戯書房 2007
- 『昨日と明日の間 編集者のノートから』幻戯書房 2009
- 『小尾俊人日誌 1965-1985』中央公論新社 2019。市村弘正・加藤敬事（元部下）の回想対談

## 編著
- 『回想・北野民夫』編　みすず書房 1989
- 『鴎外の遺産』全3巻　小堀鴎一郎、横光桃子編 小尾編註　幻戯書房 2004-2006
- 『現代史資料』みすず書房 全3巻 2004

## 評伝
- 宮田昇 『小尾俊人の戦後　みすず書房出発の頃』みすず書房 2016